# Justicia diminuta
Justicia diminuta är en akantusväxtart som beskrevs av Raymond Benoist. Justicia diminuta ingår i släktet Justicia och familjen akantusväxter. Inga underarter finns listade i Catalogue of Life.